# Hoạt (nước)
Hoạt (tiếng Trung: 滑國, bính âm: Hua) là một nước chư hầu nhỏ yếu của nhà Chu thời Xuân Thu trong lịch sử Trung Quốc, lãnh thổ tiếp giáp với nước Trịnh.

## Những ghi chép trong sử sách
Năm 678 TCN, vua nước Hoạt tham gia hội nghị chư hầu do bá chủ Tề Hoàn Công đứng đầu, tổ chức ở U Châu.
Về sau, do nằm sát bên nước Trịnh đang hồi cường thịnh, nên nước Hoạt bắt đầu thần phục và cống nạp nước Trịnh, nhưng sau đó chính sách này đã được thay đổi. Năm 640 TCN Trịnh lấy cớ nước Hoạt phản bội mình nên xuất binh tấn công thủ đô của nước Hoạt, nhưng do quân Hoạt đã thần phục theo về với nước Trịnh, nên Trịnh cho rút quân về nước. Sau đó, một lần nữa nước Hoạt lại thần phục nước Vệ. Nhân vì chuyện này nên năm 636 TCN Trịnh lại xuất quân thảo phạt nước Hoạt, nước Hoạt phải cầu cứu vua nhà Chu lúc đó là Chu Tương vương. Xuất phát từ mối mâu thuẫn giữa Trịnh Văn công với Chu Tương vương, cả hai bên tuyên chiến với nhau.
Năm 627 TCN nước Tần đem quân về hướng đông để thảo phạt nước Trịnh, nhân đó đã tiêu diệt luôn nước Hoạt, vua nước Hoạt cùng quan quân và dân chúng chạy qua nước Địch tránh nạn, trên đường rút quân về nước bị quân nước Tấn bao vây, đánh giết khiến toàn bộ quân sĩ nước Tần bị thương vong khá lớn ở Hào Sơn, nước Tần tuy diệt được nước Hoạt, nhưng vẫn chưa chiếm hết lãnh thổ của quốc gia này, về sau toàn bộ lãnh thổ của nước Hoạt đều bị sáp nhập vào lãnh thổ của nước Tấn.
"Tả truyện- Tương công năm thứ 29" chép lại lời người nước Tấn: Ngu, Quắc, Tiêu, Hoạt, Hoắc, Dương, Hàn, Ngụy, giai Cơ tính giả, tấn thị dĩ đại, nhược phi xâm tiểu, tương nhà sở thủ ? Vũ, Hiến dĩ hạ kiêm quốc đa hỉ. Tài liệu này đã chứng minh sự tồn tại của nước Hoạt do người họ Cơ làm chủ, cuối cùng nước này bị nước Tấn chiếm lấy. 